# (33474) 1999 FB51
1999 FB51 (asteroide 33474) é um asteroide da cintura principal. Possui uma excentricidade de 0.03676870 e uma inclinação de 2.57391º.
Este asteroide foi descoberto no dia 20 de março de 1999 por LINEAR em Socorro.